# Кузнецова, Агния Александровна
А́гния Алекса́ндровна Кузнецо́ва (11 [24] февраля 1911, Иркутск — 12 ноября 1996, Москва) — русская советская детская писательница.

## Биография
Родилась 11 (24) февраля 1911 года в Иркутске в семье старшего штатного контролёра 1-го акцизного округа Иркутской губернии и Якутской области Александра Николаевича Кузнецова и жены его Анны Леонидовны. Окончила среднюю школу и историко-филологический факультет ЛГУ имени А. А. Жданова. Работала литературным сотрудником детских и молодёжных газет в Ленинграде и Новосибирске, в Иркутском радиокомитете. В 1943 — 1946 годах была ответственным секретарём Иркутского отделения СП РСФСР. С 1956 года жила в Москве.
Скончалась в Москве 12 ноября 1996 года. Похоронена в Москве на Троекуровском кладбище; рядом покоится её муж, писатель Георгий Марков.

## Семья
- муж — писатель Марков, Георгий Мокеевич (1911—1991).
  - дочь — писательница Маркова, Ольга Георгиевна. Дети Ольги Марковой — журналист Марина Маркова (1960), Ксения Маркова (1973).
  - дочь — актриса Маркова, Екатерина Георгиевна. Дети Екатерины Марковой — историк Филипп Тараторкин, актриса Анна Тараторкина.

## Творчество
Первая книга рассказов вышла в 1932 году в Новосибирске.
Публиковалась в альманахе «Новая Сибирь», журналах «Роман-газета», «Юность» и других периодических изданиях. На протяжении всей творческой деятельности писала о детях, для детей и юношества. Автор очерков, рассказов и повестей.
Занималась пушкинской темой, книга «Моя мадонна» объединяет повести о Наталье Гончаровой и детях Пушкина.
Произведения переводились на иностранные языки.

## Награды и премии
- Государственная премия РСФСР имени Н. К. Крупской (1977) — за повесть «Земной поклон»[3]
- орден Дружбы народов (1984)[4]
- орден «Знак Почёта»
- медали

## Избранная библиография
- В Чулымской тайге. — Иркутск, 1939
- Чёртова дюжина. — Иркутск, 1946
- Твой дом. — Новосибирск, 1951
- Жизнь зовёт. — Красноярск, 1958
- Честное комсомольское. — М., 1959
- Свет-трава. — М., 1967
- Мы из Коршуна. — М., 1970
- Ночевала тучка золотая… — М., 1971
- Много на земле дорог. — М., 1972
- Земной поклон. — М., 1977
- Земной поклон: Повести. — М.: Советский писатель, 1979. — 511 с. — 150000 экз.
- Под бурями судьбы жестокой. — Пермь, 1979
- Достоинство: Повести. — М.: Молодая гвардия, 1980. — 446 с. — 200000 экз.
- Собрание сочинений: В 3-х томах. — М.: Детская литература, 1982—1984. — 543+447+718 с. — 100000 экз.[5]

## Память
- В Иркутске на доме, где жила Агния Кузнецова, в память о ней установлена мемориальная доска[6].